# Кантор, Исай Львович
Исай Львович Кантор (1936—2006) — советский и российский математик, специалист по неассоциативной алгебре. Ввёл конструкцию Кантора — Кёхера — Титса и дубль Кантора (йорданову супералгебру, построенную из алгебры Пуассона).
Обучался в Московском государственном педагогическом университете.
Диссертацию на степень кандидата физико-математических наук защитил в 1965 году под руководством Абрама Лопшица.
Работал на кафедре высшей математики Всероссийского заочного финансово-экономического института с 1965 по 1991 год.
До работы в ВЗФЭИ преподавал на кафедре математики Уссурийского педагогического института (где он работал в течение трёх лет по распределению после окончания аспирантуры).
С 1991 по 2001 годы — профессор математики Лундского университета.

## Избранная библиография
- Кантор И. Л., Солодовников А. С. Гиперкомплексные числа. — М.: Наука, 1973. — 144 с. — 60 000 экз. экз.; в 1989 году вышел английский перевод (Springer-Verlag, ISBN 978-0-387-96980-0)
- Кантор И. Л. О бесконечномерных простых градуированных алгебрах Ли // Докл. АН СССР. — 1968. — Т. 179, вып. 3. — С. 534–537.
- Кантор И. Л. Универсальная консервативная алгебра // Сиб. матем. журн.. — 1990. — Т. 31, вып. 3. — С. 30–38.